# MPR (mina)
MPR – mina przeciwdesantowa stosowana między innymi w Wojsku Polskim.

## Charakterystyka
Przeznaczenie
Mina przeciwdesantowa MPR jest kotwiczną miną przeciwdesantową stosowaną do minowania rzek, kanałów, jezior oraz morza w części przybrzeżnej do głębokości wody 8 m. Ustawiona w wodzie ma na celu niszczenie środków desantowych oraz pływających wozów bojowych nieprzyjaciela. 
Budowa
Mina MPR składa się z kulistego kadłuba (pływaka) wypełnionego ładunkiem materiału wybuchowego, zapalnika, kotwicy, dźwigarki, ciężarka dystansowego z linką i linki kotwicznej łączącej kadłub miny z kotwicą. Kotwica miny jest wykonana ze zbrojonego betonu. Wewnątrz kotwicy jest umieszczona dźwigarka z ciężarkiem dystansowym, która służy do samoczynnego ustawienia się miny na żądanej głębokości od lustra wody w granicach 0,5–1,5 m. Masa kotwicy wynosi około 30 kg.
Działanie miny
Zapalnik miny działa po usunięciu kołka zabezpieczającego i rozpuszczeniu się bezpiecznika cukrowego. Po wywarciu nacisku siłą powyżej 2 kg na dowolne ramię zapalnika, nacisk ten jest przekazywany na tłoczek, który jest połączony gwintem z trzpieniem iglicy. Pod naciskiem wywartej siły podnosi się tłoczek wraz z zespołem iglicznym i napina sprężyna, aż do momentu wypadnięcia kulek ryglujących iglicę do kanalików w kadłubie zapalnika, powodując zwolnienie iglicy. Zwolniona iglica pod działaniem napiętej sprężyny uderza w spłonkę zapału MD-2, powodując jego zadziałanie i wybuch miny.

Zapalnik mechaniczny do miny MPR składa się z kadłuba, pokrywki, sześciu dźwigni, bezpiecznika cukrowego, tłoczka, uszczelki gumowej, kołka z zawleczką zabezpieczającą i kółkiem, iglicy, sprężyny iglicznej i dwu kulek regulujących oraz zapału MD-2.